# Болгуринське сільське поселення
Болгу́ринське сільське поселення — колишнє муніципальне утворення в складі Воткінського району Удмуртії, Росія. Адміністративний центр — присілок Болгури.
Населення становить 1625 осіб (2019, 1513 у 2010, 1354 у 2002).
Ліквідоване 25 червня 2021 року через переформування муніципального району на муніципальний округ.

## Склад
До складу поселення входять такі населені пункти:
| Населений пункт           | Населення, осіб (2002) | Населення, осіб (2010) |
| ------------------------- | ---------------------- | ---------------------- |
| Болгури, присілок         | 509                    | 634                    |
| Болгури, починок          | 98                     | 26                     |
| Верхнє-Позим, присілок    | 445                    | 536                    |
| Дома 74 км, без статусу   | 0                      | -                      |
| Красна Горка, виселок     | 0                      | 12                     |
| Нікольський, починок      | -                      | 1                      |
| Новосоломенники, присілок | 134                    | 137                    |
| Романово, присілок        | 60                     | 60                     |
| Хорохори, присілок        | 108                    | 107                    |

## Господарство
В поселенні діють 2 школи, 2 садочки, 2 клуби, 2 бібліотеки, 3 фельдшерсько-акушерські пункти. Серед підприємств працюють ТОВ «Болгури» та відділення Позимське ВАТ «Агрокомплекс».